# San Marcos (Guatemala)
San Marcos è un comune del Guatemala, capoluogo del dipartimento omonimo.